# Blandade kort
Blandade kort är en prosabok av Gunnar Ekelöf utgiven 1957.
Liksom de tidigare prosaböckerna Promenader (1941) och Utflykter (1947) består boken av vad Ekelöf själv kallade för "småprosa", en blandning av kåserande texter, novellistiska minnesbilder och korta essäer om valfrändskaper inom litteratur och konst. 
Merparten av texterna i Blandade kort publicerades ursprungligen som en artikelserie  på Dagens Nyheters kultursida under våren 1957. Boken behandlar ämnen som svensk kulturhistoria (bland annat Cajsa Warg, Fredrika Bremer och C.J.L. Almqvist), personliga reseminnen från bland annat Frankrike, några korta författarporträtt (Rimbaud, André Gide och William Faulkner) samt ett par kommentarer till den egna diktningen, Självsyn och Från en lyrikers verkstad.